# 威廉 (勒文施泰因-韋爾特海姆-弗羅伊登貝格)
威廉·勒文施泰因-韋爾特海姆-弗羅伊登貝格（德語：Wilhelm zu Löwenstein-Wertheim-Freudenberg，1817年3月19日－1887年3月10日）是德國貴族，第四代勒文施泰因-韋爾特海姆-弗羅伊登貝格親王（1861年－1887年）。出生於斯圖加特。

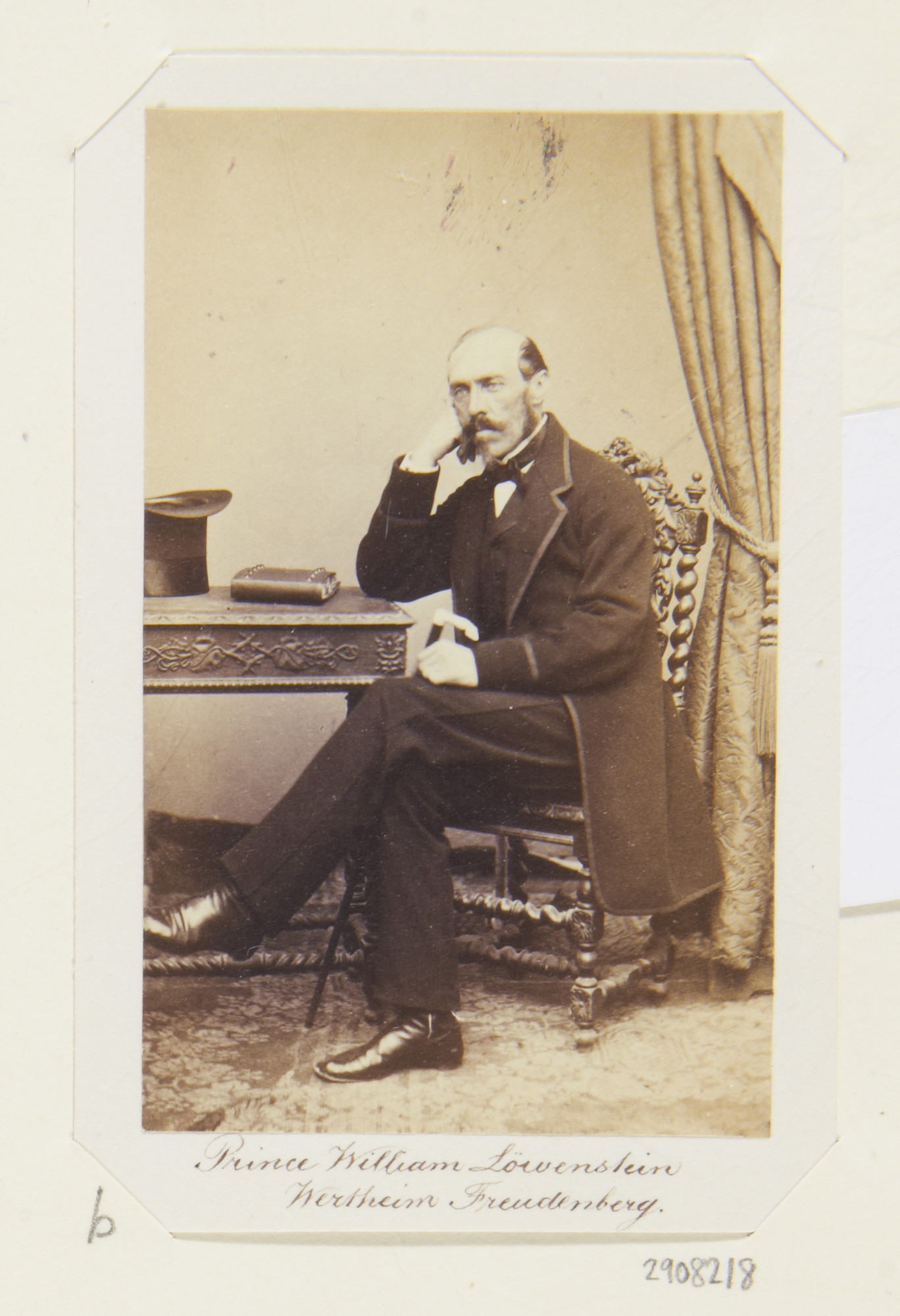
威廉，勒文施泰因-韋爾特海姆-弗羅伊登貝格親王

威廉親王於1852年結婚，妻子是申堡-格勞豪的奧爾嘉（Olga von Schönburg-Glauchau）。威廉與奧爾嘉有下列孩子：
- 恩斯特（德语：Ernst zu Löwenstein-Wertheim-Freudenberg）（1854－1931）
- 阿爾弗雷德（1855－1925）
- 瑪麗（1861－1941）
- 路德維希（英语：Prince Ludwig of Löwenstein-Wertheim-Freudenberg）（1864－1899）